# Богерт, Кристи
Кристи Богерт (нидерл. Kristie Boogert; р. 16 декабря 1973, Роттердам) — нидерландская профессиональная теннисистка. Победительница Открытого чемпионата Франции 1994 года в смешанном парном разряде, вице-чемпионка Олимпийских игр 2000 года в женском парном разряде.

## Спортивная карьера
Кристи Богерт начала выступления в профессиональных турнирах в 1991 году, и в декабре выиграла свой первый турнир ITF в Гавре. В марте 1993 года в Бресте она выиграла свой первый турнир ITF в парном разряде, в апреле впервые вошла в число ста лучших теннисисток в одиночном разряде после выхода в четвертьфинал турнира WTA в Джакарте, а в июле провела первые матчи за сборную Нидерландов в Кубке Федерации, в паре с Мириам Ореманс одержав две победы, а затем в паре с Манон Боллеграф уступив в четвертьфинале соперницам из Испании.
За первую половину 1994 года Богерт дважды побывала в полуфинале турниров WTA в одиночном разряде и вплотную приблизилась к Top-50. В мае в Праге в паре с Лаурой Голарсой она впервые дошла до финала турнира WTA, а меньше чем через месяц выиграла с соотечественником Менно Остингом Открытый чемпионат Франции в смешанном парном разряде. На следующий год она с Нико Мунс-Ягерман дошла до четвертьфинала Открытого чемпионата Австралии и до третьего круга во Франции, закрепившись в сотне лучших в парном разряде. В одиночном разряде она дважды дошла на турнирах Большого шлема до третьего круга, также подтвердив своё место в сотне сильнейших. Год она закончила в числе 50 лучших теннисисток мира в одиночном и в сотне в парном разряде.
Выход в третий круг Открытого чемпионата Австралии 1996 года поднял Богерт на 29-е место в рейтинге, высшее в её карьере. В феврале она победила в своём первом турнире WTA, причём сразу в турнире II категории в Париже, где её партнёршей была Яна Новотна. До конца года она выиграла ещё два турнира, один раз уступила в финале и дважды в полуфинале, а на Уимблдоне и Открытом чемпионате США дошла до третьего круга. К февралю 1997 года она вошла в число двадцати лучших теннисисток мира в парном разряде, но закрепиться там ей не удалось, и к концу года, чтобы остаться в числе ста сильнейших в одиночном и парном разрядах, ей пришлось выигрывать турниры ITF (соответственно, в Пуатье и Клержи-Понтуа).
Богерт сумела задержаться в первой сотне в одиночном разряде и на следующий год, хотя ни в одном турнире WTA она не поднялась выше четвертьфинала, а вот в парах она откатилась к концу сезона в район 150-го места в рейтинге. Удачно отыграв первую половину 1999 года (финал в Хертогенбосе и четвертьфинал на Уимблдоне в женском парном разряде), она пропустила почти всю вторую половину года из-за сломанного ребра.
В 2000 году Богерт, выступавшая с Ореманс, показала несколько подряд удачных результатов, хотя и не доходила до финала турниров (в том числе второй подряд выход в четвертьфинал Уимблдона с победой над 15-й сеяной парой Лоран Куртуа — Елена Лиховцева и над седьмой парой Чанда Рубин — Сандрин Тестю), и нидерландская пара обеспечила себе участие в Олимпийском турнире в Сиднее. На Олимпиаде они преподнесли сенсацию, победив во втором круге шестую пару турнира Елена Докич — Ренне Стаббз и дойдя до финала, где их разгромили сёстры Уильямс. На этот же год пришёлся крупнейший успех Богерт в одиночном разряде: она дошла до финала турнира III категории в Будапеште.
Результаты игр Кристи Богерт и Мириам Ореманс на Олимпийском турнире 2000 года
| Круг       | Соперницы                               | Счёт           |
| ---------- | --------------------------------------- | -------------- |
| 1-й круг   | Лорна Вудрофф / Джули Паллин            | 6-2, 6-1       |
| 2-й круг   | Елена Докич / Ренне Стаббз              | 2-6, 7-64, 6-4 |
| 1/4 финала | Бенджамас Сангарам / Тамарин Танасугарн | 6-4, 3-6, 7-5  |
| 1/2 финала | Ольга Барабанщикова / Наталья Зверева   | 6-3, 6-2       |
| Финал      | Винус Уильямс / Серена Уильямс          | 1-6, 1-6       |

2001 год, неудачный для Богерт в одиночном разряде, она провела в сотне лучших теннисисток в парах. Этому способствовал выход в финал двух турниров, в Дохе и Антверпене, а также в полуфинал турнира I категории в Ки-Бискейне, где они с Ореманс обыграли две посеянных пары, в том числе и посеянных первыми Николь Арендт и Ай Сугияму. Она сохранила за собой место в первой сотне и на следующий год, после выхода в финал в Порту и в полуфинал в Люксембурге. На Открытом чемпионате Италии и на турнире I категории в Индиан-Уэллс им с Ореманс удалось на старте обыграть посеянных соперниц, но и там, и там они выбыли из борьбы в третьем круге.
После Открытого чемпионата США 2003 года Кристи Богерт, всё ещё остававшаяся в числе ста лучших парных игроков благодаря трёхкратному выходу в полуфинал турниров WTA, объявила о завершении теннисной карьеры.

## Рейтинг в конце сезона
| Год  | Одиночный разряд | Парный разряд |
| ---- | ---------------- | ------------- |
| 2003 | 309              | 97            |
| 2002 | 140              | 64            |
| 2001 | 143              | 66            |
| 2000 | 66               | 40            |
| 1999 | 88               | 158           |
| 1998 | 84               | 154           |
| 1997 | 84               | 57            |
| 1996 | 61               | 47            |
| 1995 | 35               | 69            |
| 1994 | 53               | 131           |
| 1993 | 102              | 119           |
| 1992 | 195              |               |
| 1991 | 336              |               |

## Участие в финалах турниров за карьеру
| Легенда              |
| -------------------- |
| Большой шлем (1)     |
| Олимпийские игры (1) |
| Чемпионат WTA        |
| I категория          |
| II категория (1)     |
| III категория (4)    |
| IV категория (4)     |
| V категория (1)      |
| ITF                  |

### Одиночный разряд (1)

#### Поражение (1)
| Дата        | Турнир                            | Покрытие | Соперница в финале | Счёт в финале |
| ----------- | --------------------------------- | -------- | ------------------ | ------------- |
| 23 апр 2000 | Westel 900 Budapest Open, Венгрия | Грунт    | Татьяна Гарбин     | 2-6, 6-74     |

### Женский парный разряд (10)

#### Победы (3)
| №  | Дата        | Турнир                    | Покрытие | Партнёр      | Соперницы в финале               | Счёт в финале |
| -- | ----------- | ------------------------- | -------- | ------------ | -------------------------------- | ------------- |
| 1. | 18 фев 1996 | Open Gaz de France, Париж | Грунт    | Яна Новотна  | Жюли Алар-Декюжи Натали Тозья    | 6-4, 6-3      |
| 2. | 6 окт 1996  | Лейпциг, Германия         | Ковёр    | Натали Тозья | Сабина Аппельманс Мириам Ореманс | 6-4, 6-4      |
| 3. | 27 окт 1996 | SEAT Open, Люксембург     | Ковёр    | Натали Тозья | Доминик Монами Барбара Риттнер   | 2-6, 6-4, 6-2 |

#### Поражения (7)
| №  | Дата        | Турнир                                        | Покрытие | Партнёр        | Соперницы в финале                    | Счёт в финале |
| -- | ----------- | --------------------------------------------- | -------- | -------------- | ------------------------------------- | ------------- |
| 1. | 15 мая 1994 | BVV Prague Open, Чехия                        | Грунт    | Лаура Голарса  | Аманда Кётцер Линда Уайлд             | 4-6, 6-3, 2-6 |
| 2. | 22 июн 1996 | Wilkinson Championships, Росмален, Нидерланды | Трава    | Гелена Сукова  | Лариса Савченко Бренда Шульц-Маккарти | 4-6, 6-7      |
| 3. | 19 июн 1999 | Heineken Trophy, Хертогенбос, Нидерланды (2)  | Трава    | Кара Блэк      | Рита Гранде Сильвия Фарина            | 5-7, 6-7      |
| 4. | 1 окт 2000  | Олимпийские игры, Сидней, Австралия           | Хард     | Мириам Ореманс | Винус Уильямс Серена Уильямс          | 1-6, 1-6      |
| 5. | 18 фев 2001 | Qatar Total Fina Elf Open, Доха               | Хард     | Мириам Ореманс | Роберта Винчи Сандрин Тестю           | 5-7, 6-74     |
| 6. | 19 мая 2001 | Антверпен, Бельгия                            | Грунт    | Мириам Ореманс | Элс Калленс Вирхиния Руано-Паскуаль   | 3-6, 6-3, 4-6 |
| 7. | 7 апр 2002  | Порту, Португалия                             | Грунт    | Маги Серна     | Кара Блэк Ирина Селютина              | 6-76, 4-6     |

### Смешанный парный разряд (1)

#### Победа (1)
| Год  | Турнир                            | Покрытие | Партнёр      | Соперники в финале                | Счёт в финале |
| ---- | --------------------------------- | -------- | ------------ | --------------------------------- | ------------- |
| 1994 | Открытый чемпионат Франции, Париж | Грунт    | Менно Остинг | Лариса Савченко Андрей Ольховский | 7-5, 3-6, 7-5 |